# Frostbite (videogioco)
Frostbite è un videogioco su cartuccia, realizzato da Steve Cartwright e pubblicato da Activision nel 1983 per la console Atari 2600.

## Modalità di gioco
Il gioco è ambientato al polo e ha come protagonista Frostbite Bailey. Una buona parte delle schermo è coperto dall'acqua di un fiume artico con blocchi di ghiaccio galleggianti. Disposti su 4 righe si spostano orizzontalmente. Il giocatore può moversi e saltarci sopra, cercando di evitare oche delle nevi, vongole assassine e granchi reali dell'Alaska. Così facendo il giocatore accumula i blocchi di ghiaccio per la costruzione dell'igloo, ne servono 15, dentro il quale rifugiarsi prima che la temperatura arrivi a zero gradi fahrenheit.
Nei livelli superiori subentra un orso polare Grizzly che cammina sulla riva e che deve essere evitato.
I livelli si alternano con blocchi di ghiaccio larghi e piccoli. I pezzi piccoli consentono a Frostbite di passare su quello a fianco senza cadere nell'acqua.
Ogni volta che Bailey salta sui blocchi di ghiaccio, questi cambiano colore da bianco a blu, ricevendo un pezzo dell'igloo che inizia a comporsi nella parte superiore destra dello schermo. Quando tutti i blocchi di ghiaccio sono diventati blu, ritornano di colore bianco e l'accumulo dei pezzi può ricominciare. Nel caso si preme il pulsante del joystick, i blocchi di ghiaccio cambiano direzione.
Una volta completato l'igloo, Bailey può entrarci e passare così al livello successivo con un grado di difficoltà maggiore.

### Punteggio
- Livello 1 - 10 punti per blocco di ghiaccio - 160 punti entrando nell'igloo
- Livello 2 - 20 punti per blocco di ghiaccio - 320 punti entrando nell'igloo
- Livello 3 - 30 punti per blocco di ghiaccio - 480 punti entrando nell'igloo
- Livello 4 - 40 punti per blocco di ghiaccio - 640 punti entrando nell'igloo
- Livello 5 - 50 punti per blocco di ghiaccio - 800 punti entrando nell'igloo
- Livello 6 - 60 punti per blocco di ghiaccio - 960 punti entrando nell'igloo
- Livello 7 - 70 punti per blocco di ghiaccio - 1120 punti entrando nell'igloo
- Livello 8 - 80 punti per blocco di ghiaccio - 1280 punti entrando nell'igloo
- Livello 9 - 90 punti per blocco di ghiaccio - 1440 punti entrando nell'igloo

Pesce - 200 punti
I gradi rimasti, nel momento in cui si entra nell'igloo, vengono convertiti in punti bonus, calcolati nel seguente modo: 10 x Gradi rimasti x Numero di livello